# Playa de la isla de Santa Clara (San Sebastián)
La playa de la isla de Santa Clara en San Sebastián (España) es la cuarta playa de la ciudad junto con La   Concha, Ondarreta y La Zurriola.
Aparece  durante la bajamar, permaneciendo totalmente sumergida cuando la marea está alta.
Se puede acceder a ella bien con una embarcación o a nado desde las playas de Ondarreta o La Concha.
Lo que le da singularidad es su orientación hacia el sur, única en el País Vasco.

## Historia
Muchos personajes históricos desembarcaron en éste pequeño arenal destacando San Francisco de Asís en 1220 o Isabel de Valois en 1565.
Quizás el  hecho más relevante  ocurrió durante la guerra de la Independencia de 1813.  
En la madrugada del 27 de agosto de 1813, desembarcaron en el arenal las tropas anglo-portuguesa en una decena de botes con 200 hombres. La isla era  defendida por un destacamento de 25 soldados franceses.
A pesar del intenso fuego con que fueron recibidos durante el desembarco en la isla y de las 8 o 10 bajas habidas, lograron hacerse dueños del puesto establecido en la ermita .
Una vez conquistada la isla instalaron baterías de cañón para bombardear San Sebastián que caería en el holocausto del 31 de agosto.

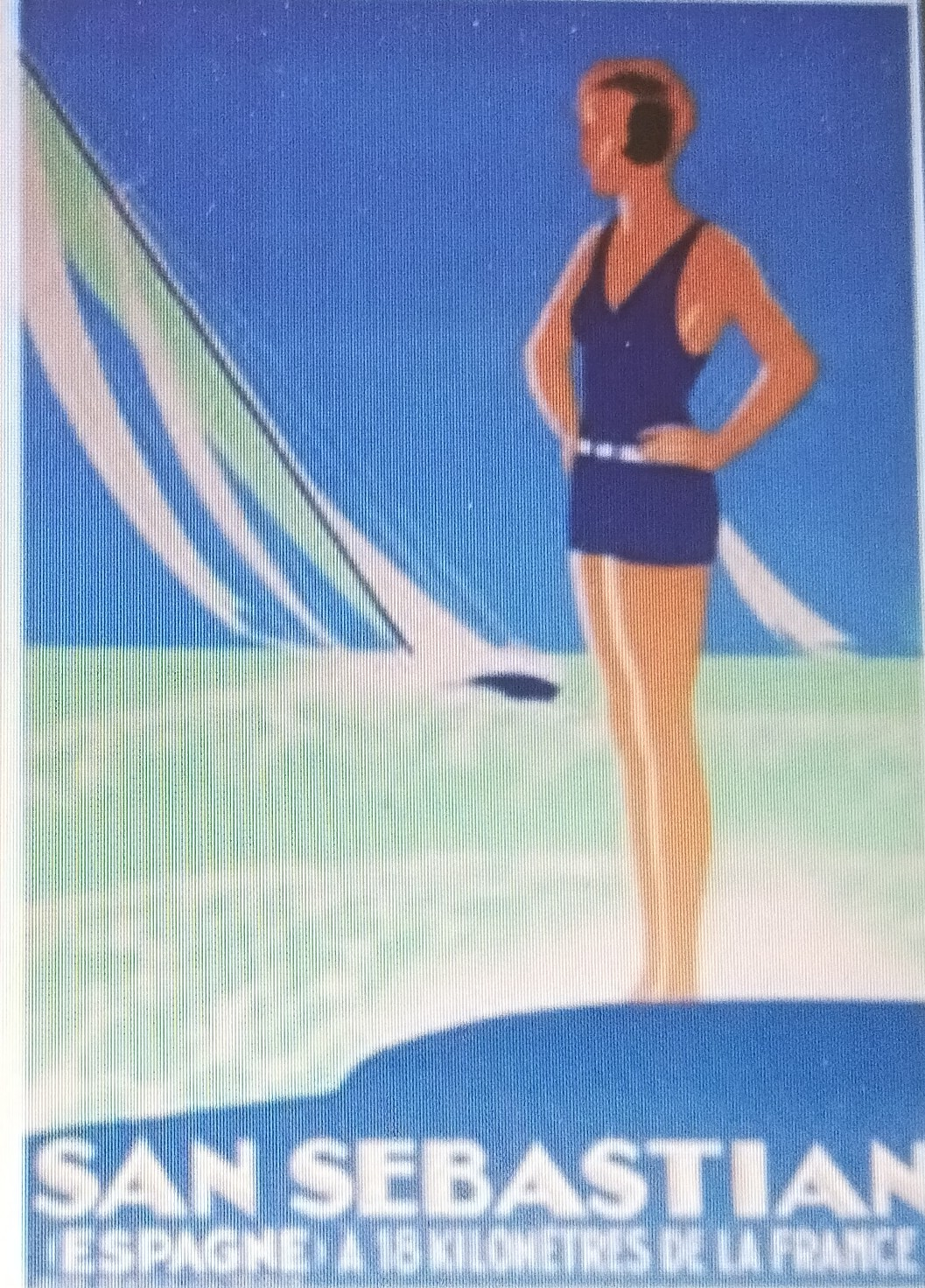
Cartel de las playas donostiarras. 1930

Hubo otro intento de desembarco que no prosperó en el marco del enfrentamiento bélico hispanofrancés en el mes de julio de 1719 por parte del duque de Berwick. La isla estaba defendida por 300 soldados procedentes de Azpeitia al mando de Alcibar Jaúregui y resistieron al ataque de 11 embarcaciones y 150 cañones.